# Otto (hofmeier)
Otto was rond 640 kort hofmeier onder Sigibert III (631-651/656). 
Al snel na zijn aantreden werd hij op een veldtocht in Austrasië verslagen door hertog Leutharius II. Otto moest zijn positie als hofmeier afstaan aan Grimoald I.

## Beknopte bibliografie
- (en)  J.M. Wallace-Hadrill, The fourth book of the Chronicle of Fredegar, Londen, 1960, p. 72-75 (IV 86, 88).